# العصر الفضي للقصص المصورة

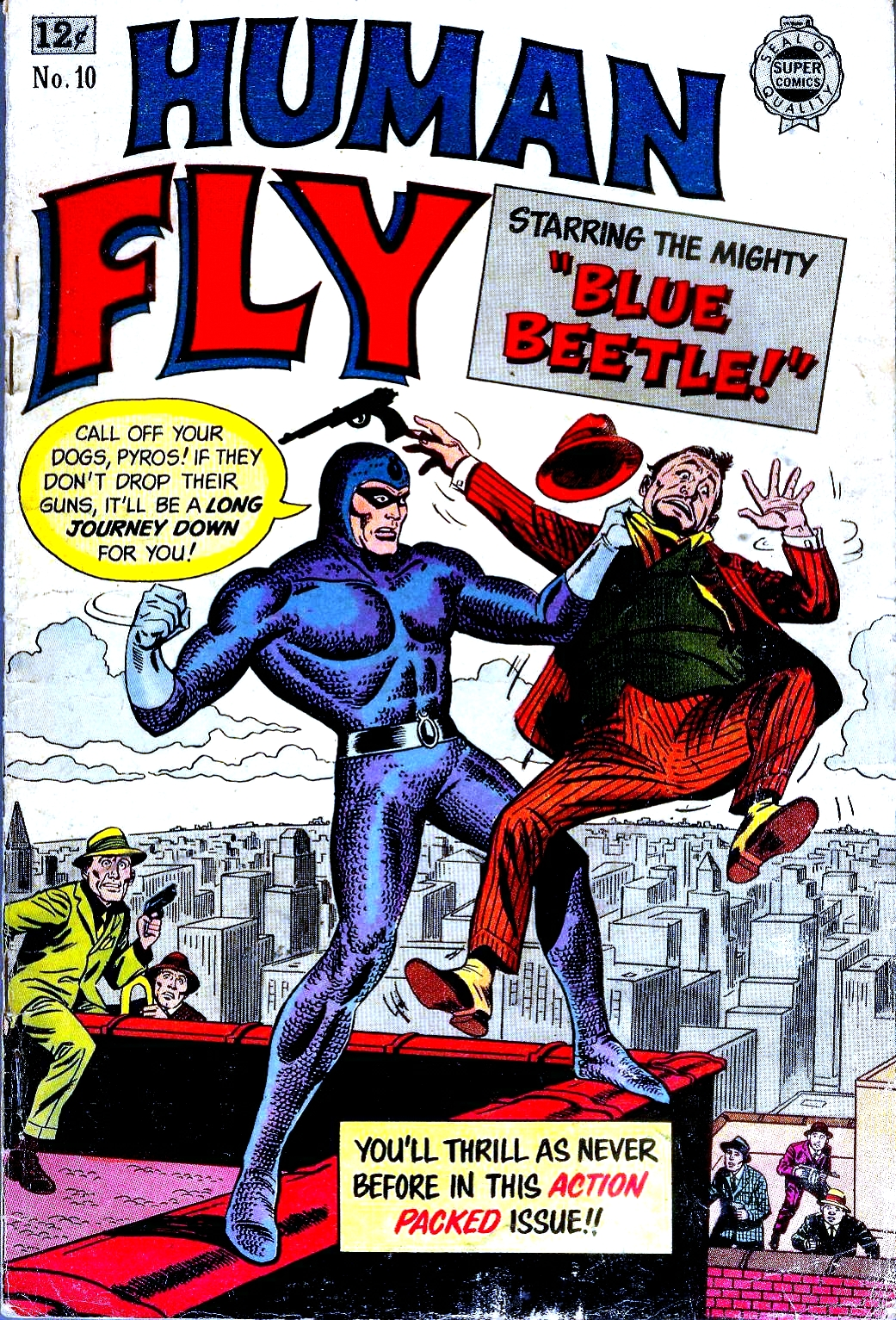

العصر الفضي للقصص المصورة، (بالإنجليزية: Silver Age of Comic Books)‏، هي الفترة التي تطورت فيها القصص الأمريكية الهزلية المصورة من الناحية الفنية، والتسويقة بنجاح، خصوصا في قصص الأبطال الخارقين. وكانت هذه بعد العصر الذهبي لها، من بداية 1956 إلى 1970، وواصلت نجاحها بالعصر البرونزي، والحديث. شهرة القصص المصورة وتداولها تأثرت سلبيًا، بعد الحرب العالمية الثانية.
ساهم عدد من الكتاب، والفنانين الهزليين المهمين، في الجزء المبكر من العصر، بما في ذلك الكُتاب: ستان لي، غاردنر فوكس، جون بروم، كيرت سوان، جاك كيربي، جيل كين، ستيف ديتكو، كارمين إنفانتينو، جون بوسيما.